# J.G.A. Eickhoff
J.G.A. Eickhoff var en dansk maskinfabrik og jernstøberi, der lå på Vesterbro i København. Det specialiserede sig i maskiner og andet udstyr til bogtrykkeri, litografi og bogbinderi. Fabrikken lå på Vesterbrogade 97 på Vesterbro.

## Historie
Firmaet blev grundlagt af Johan Gottfried August Eickhoff i 1849 og flyttede til Vesterbrogade 97 i 1865. Virksomheden specialiserede sig i maskiner og andet udstyr til bogtrykkeri, litografi og bogbinderi. Produktsortimentet omfattede også gasmotorer. De blev brugt af mindre industrivirksomheder uden behov for de større dampmaskiner. Mange af dets produkter blev eksporteret til det skandinaviske marked. Virksomheden regnes for at være den mest betydningsfulde danske producent af klassisk grafisk maskineri.
Virksomheden var ejet af familien Eickhoff i flere generationer. Den lukkede i 1966.

## Eftermæle
En Eickhoff håndpresse nr. 81 er udstillet på Danmarks Tekniske Museum, mens Museum Odense har en jernhåndpresse nr. 9 udstillet. Det Gamle Trykkeri i Slagelse har også en Eickhoff-håndpresse. En Eickhoff-håndpresse er desuden udstillet på Grafiska Museet i Helsingborg.